# 马哈达翁达
马哈达翁达（西班牙語：Majadahonda；西班牙語發音：[maxaðaˈonda]），是西班牙马德里自治区的一个市镇，距离马德里18公里。总面积39平方公里，总人口71,299人（2017年），人口密度1300人/平方公里。

## 人口
| 马哈达翁达 |
|            |
| 来源：INE  |

## 友好城市
| 友好城市 |                     |      |      |
| 国家     | 城市                | 徽章 | 图片 |
| 法國     | 克拉马尔            |      |      |
| 匈牙利   | 弗朗茨城 (布达佩斯) |      |      |